# Desa Karyasari (administrativ by i Indonesien, Banten, lat -6,54, long 105,84)
Desa Karyasari är en administrativ by i Indonesien.   Den ligger i provinsen Banten, i den västra delen av landet, 120 km väster om huvudstaden Jakarta.